# Aartsbisdom Medan
Het aartsbisdom Medan (Latijn: Archidioecesis Medanensis) is een rooms-katholiek aartsbisdom met als zetel Medan, hoofdstad van de provincie Noord-Sumatra, in Indonesië. De aartsbisschop van Medan is metropoliet van de kerkprovincie Medan, waartoe ook de volgende suffragane bisdommen behoren:
- Padang
- Sibolga

## Geschiedenis
Het aartsbisdom werd opgericht op 30 juni 1911, als de apostolische prefectuur Sumatra, uit delen van het apostolisch vicariaat Batavia. Op 27 december 1923 veranderde het van naam naar apostolische prefectuur Padang, en tegelijk verloor het gebied bij de oprichting van de apostolische prefecturen Benkoelen en Banka e Biliton. Op 18 juli 1932 werd het verheven tot apostolisch vicariaat, waarna het op 23 december 1941 opnieuw van naam veranderde naar apostolisch vicariaat Medan. Op 17 november 1959 verloor het opnieuw gebied bij de oprichting van de apostolische prefectuur Sibolga. Op 3 januari 1961 werd het verheven tot metropolitaan aartsbisdom.
Alle apostolisch prefecten, apostolisch vicarissen, en aartsbisschoppen tot heden (2024) waren lid van de Kapucijnen (OFM Cap.). 

## Parochies
Het aartsbisdom had in 2021 een oppervlakte van 110.804 km2 en telde 19.526.957 inwoners waarvan 2,8% rooms-katholiek was.

## Ordinarii

### Apostolische prefecten
- Liberatus da Exel Cluts (14 mei 1912 - 23 april 1921)

### Apostolisch vicarissen
- Mathias Leonardus Trudon Brans (apostolische prefect: 22 juli 1921, apostolisch vicaris: 18 juli 1932 - 12 mei 1954)

### Aartsbisschoppen
- Antoine Henri van den Hurk (apostolisch vicaris: 1 januari 1955, aartsbisschop: 3 januari 1961 - 24 mei 1976)
- Alfred Gonti Pius Datubara (24 mei 1976 - 12 februari 2009; hulpbisschop sinds 5 april 1975)
- Anicetus Bongsu Antonius Sinaga (12 februari 2009 - 8 december 2018; coadjutor sinds 3 januari 2004)
- Kornelius Sipayung (8 december 2018 - heden)

## Galerij van afbeeldingen

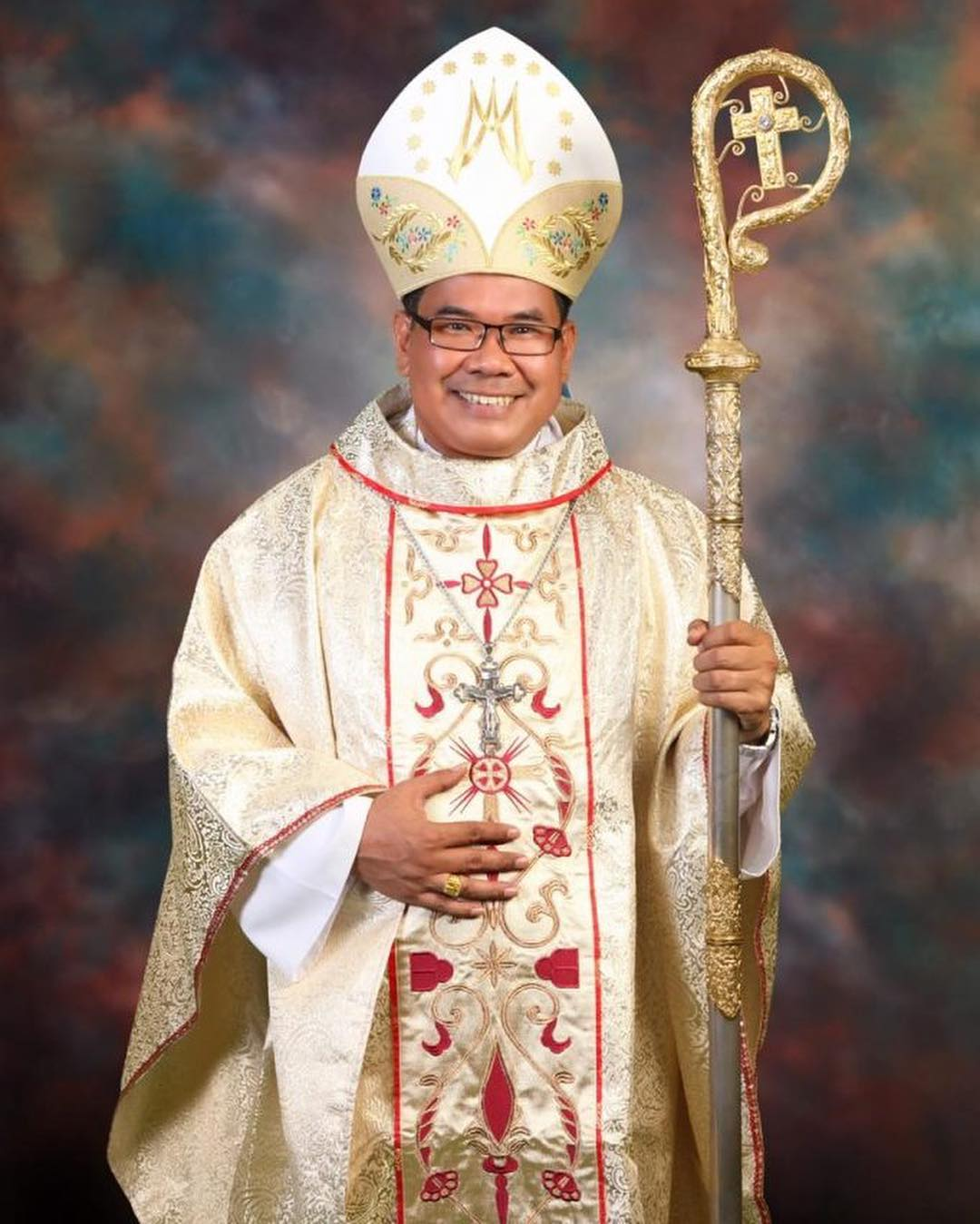
Aartsbisschop Kornelius Sipayung (2018-heden)
Kerkprovincie met aartsbisdom en suffragane bisdommen
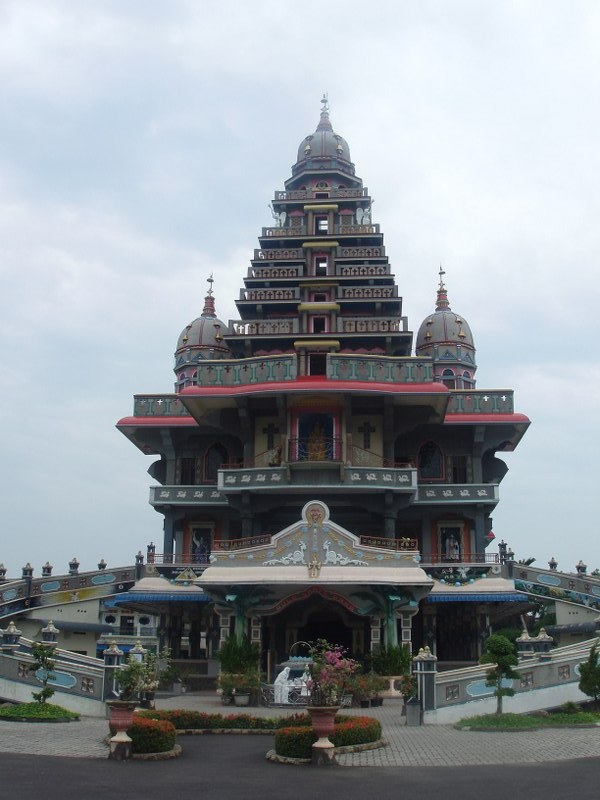
Maria heiligdom Graha Maria Annai Velangkanni in Medan

Medan (aartsbisdom) · Padang · Sibolga